# Vlag van Onderbanken

Vlag van de gemeente Onderbanken

De vlag van Onderbanken was de gemeentelijke vlag van de voormalige Limburgse gemeente Onderbanken. Het is niet bekend wanneer dit officieel vastgesteld is. Vanaf 2019 is de vlag niet langer als gemeentevlag in gebruik. Onderbanken fuseerde op 1 januari 2019 met de naburige gemeenten Nuth en Schinnen tot de gemeente Beekdaelen. 
De vlag bestaat uit een witte achtergrond waarop het gemeentelogo is afgebeeld. Logovlaggen worden niet opgenomen in het vlaggenregister van de Hoge Raad van Adel omdat ze zich niet aan de regels van de vlaggenleer houden.

## Geschiedenis
Op 2 mei 1991 werd op het laatste moment een vlagontwerp van Utrechtenaar J. van Heyningen afgewezen, na protest van de Commissie Heraldiek van het Limburgs Geschied- en Oudheidkundig Genootschap (LGOG). Er zat volgens het LGOG een ernstige fout in het ontwerp; een zwaard in de broeking. Dat zou volgens de LGOG op hogere rechtspraak wijzen, terwijl in de onderbanken slechts lagere rechtspraak werd bedreven. Ondanks dat dit zwaard in het gemeentewapen voorkomt, werd door de raad beslist dat de gemeente voorlopig geen vlag krijgt. Er zou in samenspraak met LGOG een nieuw ontwerp gemaakt gaan worden. Een sponsor had zich aangemeld om de vlag te financieren. Burgemeester Vincent Ritzer liet weten dat het zwaard niets met doodstraffen had te maken, het is net als een weegschaal een van de symbolen van Vrouwe Justitia.  In februari 1993 onderneemt nieuwe burgemeester Hub Meijers een derde poging.
Anderhalf jaar voor het opheffen van de gemeente werd door een ambtenaar opdracht gegeven om een heraldische vlag voor de gemeente te ontwerpen. Door de opheffing is het bij een ontwerp gebleven.

Wapen van Onderbanken
?Nooit uitgevoerd vlagontwerp

Ambt Montfort 
· Amby 
· Arcen en Velden 
· Baexem 
· Beegden 
· Belfeld 
· Bemelen 
· Berg en Terblijt 
· Bocholtz 
· Born 
· Broekhuizen 
· Cadier en Keer 
· Echt 
· Eijsden 
· Elsloo 
· Eygelshoven 
· Geleen 
· Grathem 
· Grubbenvorst 
· Haelen 
· Heel 
· Heel en Panheel 
· Heer 
· Helden 
· Herten
· Heythuysen 
· Hoensbroek 
· Horn 
· Horst 
· Hulsberg 
· Hunsel 
· Kessel 
· Klimmen 
· Limbricht 
· Linne 
· Maasbracht 
· Maasbree 
· Margraten 
· Meerlo-Wanssum 
· Meijel 
· Melick en Herkenbosch 
· Montfort 
· Munstergeleen 
· Neer 
· Nieuwenhagen 
· Nieuwstadt 
· Nuth 
· Ohé en Laak 
· Onderbanken 
· Ottersum 
· Posterholt 
· Roggel 
· Roggel en Neer 
· Schaesberg 
· Schinnen 
· Sevenum 
· Sint Odiliënberg 
· Sittard 
· Stevensweert 
· Stramproy 
· Susteren 
· Swalmen 
· Tegelen 
· Thorn 
· Ubach over Worms 
· Ulestraten 
· Urmond 
· Valkenburg-Houthem 
· Vlodrop 
· Wessem 
· Wittem